# Glenognatha emertoni
Glenognatha emertoni là một loài nhện trong họ Tetragnathidae.
Loài này thuộc chi Glenognatha. Glenognatha emertoni được Eugène Simon miêu tả năm 1887.